# Lisa Schlegel
Lisa Schlegel (* 18. November 1967 in Wien) ist eine österreichische Theaterschauspielerin.

## Leben
Nach einem Studium der Restauration und Ortsbildpflege in Krems an der Donau besuchte sie die Schauspielschule Krauss in Wien und nahm Gesangsunterricht u. a. bei Xaver Meyer.
Nach einem ersten Engagement am Wiener Burgtheater hatte sie Engagements an der Landesbühne Wilhelmshaven und ab 1999 am Landestheater Tübingen. Von dort wechselte sie an das Badische Staatstheater Karlsruhe, dem sie ab der Spielzeit 2002/2003 als festes Ensemblemitglied angehört. Dort spielte Schlegel in der Spielzeit 2009/2010 unter anderem in den Stücken Die Bakchen, in 4.48 Psychose der britischen Autorin Sarah Kane, in Das letzte Feuer von Dea Loher, in Was der Butler sah von Joe Orton und in der deutschsprachigen Erstaufführung der Komödie Zwei nette kleine Damen auf dem Weg nach Norden des französischen Autors, Regisseurs und Schauspielers Pierre Notte.

## Hörspiele
- 2013: Thilo Reffert: Leon und Leonie – Regie (Kinderhörspiel; Hörspiel – SWR/WDR)
- 2014: Iris Drögekamp: Als mein Vater ein Busch wurde und ich meinen Namen verlor – Regie: Iris Drögekamp (Kinderhörspiel – SWR)